# Ȝ
요그(Yogh, Ȝ ȝ)는 게르만어파에서 쓰이는 글자로 룬 문자에서 따왔다. 현재는 사용되지 않는다. 특히, 고대 영어, 고대  스코틀랜드 게일어에서 사용됐다.